# Drapelul Siriei

Steagul Siriei.

Drapelul Siriei a fost adoptat la data de 8 decembrie 2024 după căderea regimului Assad. Acesta a fost și steagul revoluționar sirian. Acesta este tricolor (verde-alb-negru) iar pe partea albă se află trei stele de culoare roșie. Acest steag este unul istoric, și a fost folosit între anii 1932-1958 și 1961-1963

## Drapele istorice

Drapelul mandatului francez (1920-1922)
Federația siriană (1922-1932)
Republica siriană (1932-1958) și (1961-1963)
Republica Arabă al Siriei (1963-1972)
Federația Republicilor Arabe (1972-1980)
Republica Arabă Siriană (1980-2024)